# Adolf Altmann

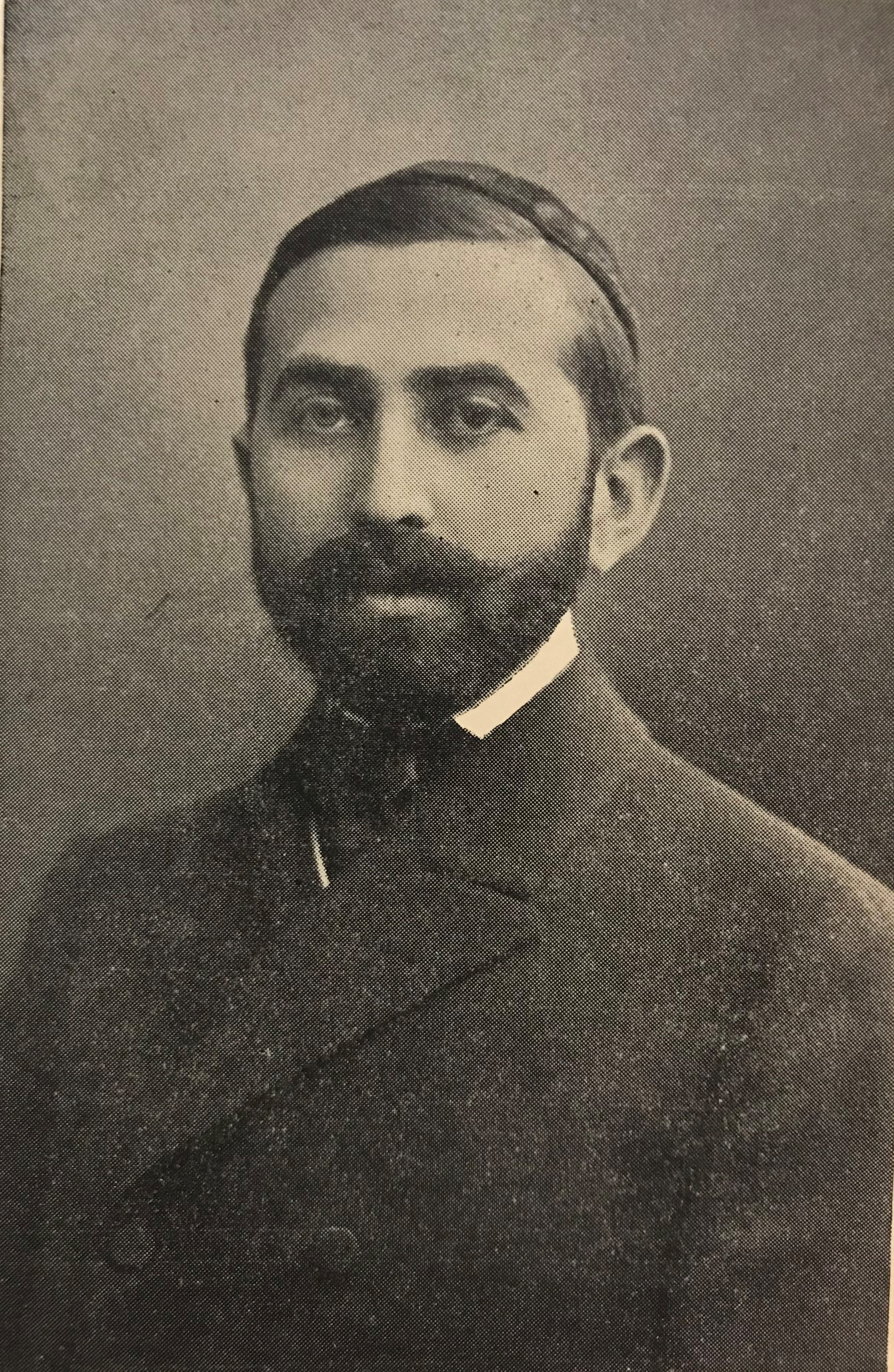
Ein Porträt von Adolf Altmann circa 1912. Aus seiner veröffentlichten Predigt: Dreierlei Pessach in der Sammlung des Leo Baeck Institut.

Adolf Altmann (geboren am 8. September 1879 in Huncovce, Österreich-Ungarn; gestorben Juni 1944 in Auschwitz) war ein österreichisch-deutscher Rabbiner. Von 1920 bis 1938 war er Oberrabbiner von Trier.

## Leben
Adolf Altmann, Sohn von Max und Hena Altmann, besuchte von 1893 bis 1899 die Jeschiwa in Hunsdorf, danach von 1900 bis 1902 die Landesrabbinerschule in Preßburg. Er war überzeugter Zionist und betätigte sich als Journalist, unter anderem ab 1904 für die Ungarische Wochenschrift. 1903 heiratete er Malwine Weisz (geboren am 17. September 1881), mit der er fünf Kinder (Alexander, Erwin, Hilde, Manfred und Wilhelm) hatte.
Nach kurzer Tätigkeit als Religionslehrer an einer jüdischen Schule studierte er von 1906 bis 1910  Philosophie, Geschichte und Germanistik an der Universität Bern und promovierte am 1. März 1912 mit einer Arbeit zum Thema Geschichte der Juden in Stadt und Land Salzburg, die er 1913 stark erweitert in Buchform veröffentlichte. Ab August 1907 war er Rabbiner in Salzburg und trug dort maßgeblich zur Gründung einer selbstständigen jüdischen Kultusgemeinde im Jahre 1911 bei. Vorher gehörte Salzburg zur Linzer Gemeinde. 1914 wurde er Rabbiner in Meran und diente dann von 1915 bis 1918 als Feldrabbiner in der österreichischen Armee.
1920 wurde Altmann als Rabbiner nach Trier berufen und stand dort der fast 1000 Mitglieder zählenden jüdischen Gemeinde vor. Er pflegte gute Kontakte zum christlichen Klerus, unter anderem zu dem Trierer Bischof Franz Rudolf Bornewasser. Auch mit dem Zentrumspolitiker Ludwig Kaas war er befreundet. Im April 1938 musste er mit seiner Familie vor den antisemitischen Repressalien der Nationalsozialisten in die Niederlande fliehen. Bis September 1940 hielt er sich in Scheveningen auf, dann in Groningen und ab März 1943 im Ghetto von Amsterdam. Von dort wurde er über Zwischenstationen in den Konzentrationslagern Westerbork und Theresienstadt schließlich am 16. Mai 1944 in das KZ Auschwitz deportiert. Dort starb er innerhalb weniger Wochen an Entkräftung. Auch seine Frau und zwei ihrer Kinder kamen im Vernichtungslager um.
1958 wurde in Trier die Dr.-Altmann-Straße, ebenso wie in Salzburg die Dr. Adolf Altmann-Straße, nach ihm benannt. Sein Sohn Alexander war ebenfalls Rabbiner.
Am 2. Juli 2014 hat Gunter Demnig vor der Salzburger Synagoge in der Lasserstraße einen an ihn erinnernden Stolperstein verlegt.

## Werke

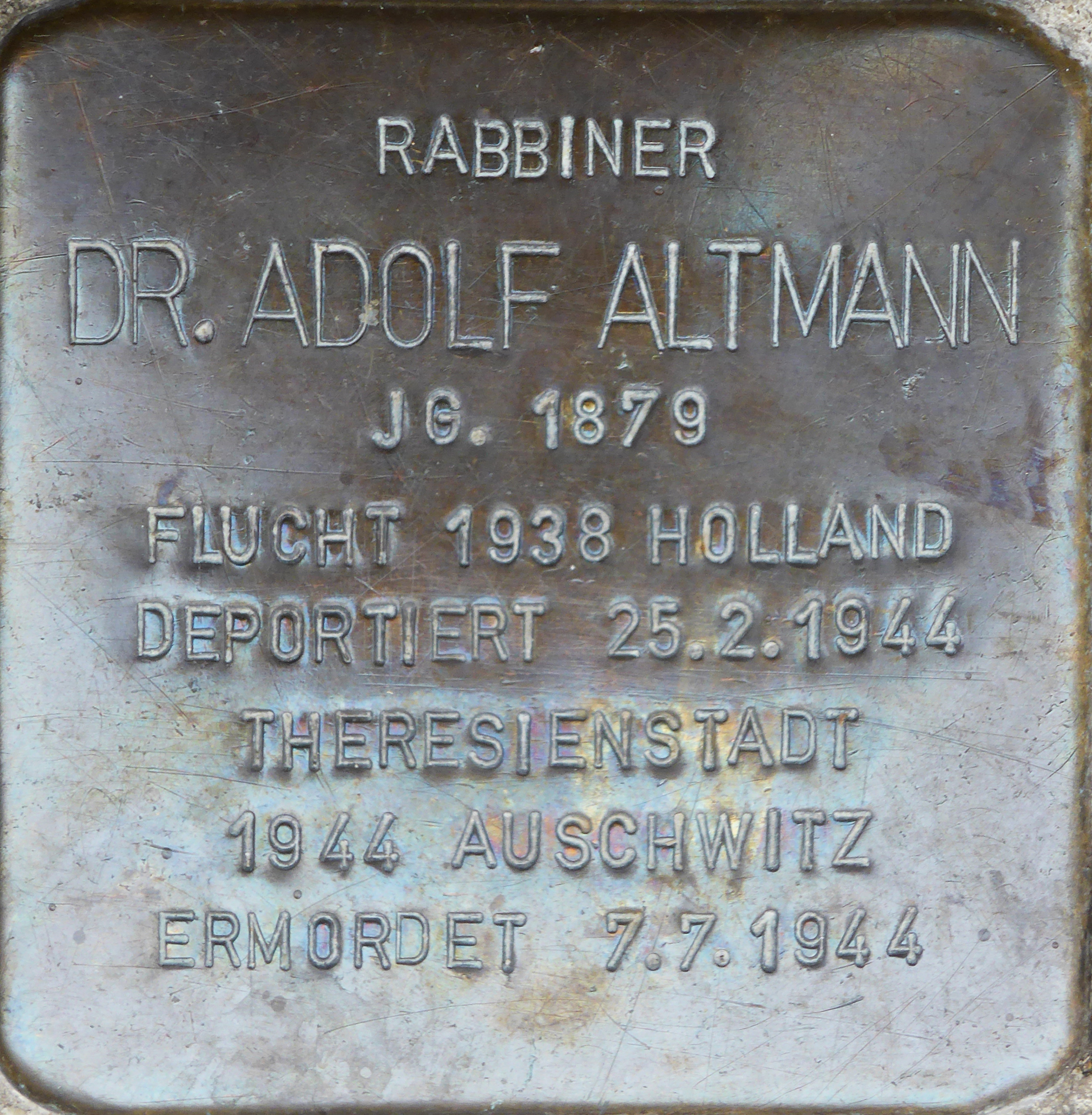
Stolperstein in Salzburg vor der Synagoge.

- Zionismus und Antizionismus. 1903.
- Geschichte der Juden in Stadt und Land Salzburg von den frühesten Zeiten bis auf die Gegenwart.
  - Bd. 1, 1913.
  - Bd. 2, 1930.
  - Neuauflage (in einem Band): Otto Müller Verlag, Salzburg 1990, ISBN 3-7013-0749-0.
- Robert Hamerlings Weltanschauung, ein Optimismus. Historisch-kritische, literarisch-philosophische Studie. 1914.
- Jüdische Welt- und Lebensperspektiven. 1926.
- Aus ringenden Welten. Dichtungen, 1930.
- Das früheste Vorkommen der Juden in Deutschland. 1932.
- Predigten an das Judentum von heute. 1935.
- Volk im Aufbruch - Diaspora in Bewegung. 1936.
- Die jüdische Volksseele. 1937.